# Задворний Ігор Іванович
Ігор Іванович Задворний (нар. 8 березня 1970, Волочиськ, Хмельницька область, УРСР) — український футболіст, півзахисник та нападник.

## Життєпис
Вихованець хмельницького футболу. Футбольну кар'єру розпочинав у західноукраїнських клубах «Зірка» (Бердичів) та «Галичина» (Дрогобич). У вищий лізі чемпіонату України провів 13 матчів, граючи в складі тернопільської «Ниви». Дебют — 16 листопада 1992 року в матчі проти «Кривбасу» (0:1).
У період з 1993 по 1994 рік виступав у першій лізі в миколаївському «Евісі». З цією командою завоював місце у вищій лізі. 1 серпня 1993 року, забивши команді «Благо» (Благоєве) 3 м'ячі, став автором першого хет-трику миколаївської команди в розіграшах Кубку України. Потім виступав за житомирський «Хімік».
У 1997 році виїхав до Німеччини, де грав в аматорських нижчолігових командах «Наусбергер-1920» та «Мерзебург».